# Kingswear (stacja kolejowa)
Kingswear – stacja kolejowa w Kingswear w hrabstwie Devon. Obsługuje w miesiącach letnich linię kolejową z Paignton.

## Historia
Stacja została otwarta w r. 1864 i obsługiwała połączenia Dartmouth z Brixham, Paignton i Torquay. Po przeciwnej stronie rzeki Dart, w Dartmouth istniał dworzec, który sprzedawał bilety i obsługiwał połączenia promowe ze stacją. Zlikwidowana w r. 1972 na mocy tzw. Beeching Axe - likwidacji nierentownych kolei i infrastruktury kolejowej, została odsprzedana prywatnej spółce Dart Valley Railway łącznie z całą linią kolejową.